# Лазурное (Черноморский район)
Лазу́рное (до 1948 года Джага́-Кульчу́к  и Кульчу́к; укр. Лазурне, крымскотат. Cağa Qulçuq, Джагъа Къулчукъ) — исчезнувшее село в Черноморском районе Республики Крым, располагавшееся на юге района, на берегу Чёрного моря, примерно в 4 километрах восточнее современного села Окунёвка.

### Динамика численности населения
- 1864 год — 82 чел.[5]
- 1889 год — 81 чел.[6]
- 1900 год — 94 чел.[7]
- 1915 год — 0/10 чел.[8][9]
- 1926 год — 170 чел.[10]

## История
Первое документальное упоминание села встречается в Камеральном Описании Крыма… 1784 года, судя по которому, в последний период Крымского ханства Елы Черкес Гаджи входил в Тарханский кадылык Козловскаго каймаканства. Видимо, во время присоединения Крыма к России население деревни выехало в Турцию, поскольку в ревизских документах конца XVIII — первой половины XIX веков не встречается. После создания 8 (20) октября 1802 года Таврической губернии Джага-Кульчук территориально находился в составе Яшпетской волости Евпаторийского уезда.
Военные топографы, в свою очередь, отмечали брошенное поселение на картах; в 1817 году деревня Егалынопчак обозначена пустующей, нет её и в «Ведомости о казённых волостях Таврической губернии 1829 года». Время заселения пустой деревни не выяснено, но на карте 1836 и 1842 года уже обозначен хутор Джага-Кульчук с условным знаком «малая деревня» (это означает, что в нём насчитывалось менее 5 дворов).
В 1860-х годах, после земской реформы Александра II, деревню (во второй половине века она фигурировала в документах как Ак-Кульчук) приписали к Курман-Аджинской волости. В «Списке населённых мест Таврической губернии по сведениям 1864 года», составленном по результатам VIII ревизии 1864 года, Ак-Кульчук — владельческая русская деревня, с 10 дворами и 82 жителями при Чёрном море. На трёхверстовой карте 1865—1876 года в деревне Джага-Кульчук показаны 17 дворов. Согласно изданной в 1886 году «Справочной книжке о приходах и храмах Таврической епархии…» епископа Гермогена, в деревне Акульчук проживало смешанное русско-татарское население. По «Памятной книге Таврической губернии 1889 года», включившей результаты Х ревизии 1887 года, в деревне Ак-Кульчук числились 16 дворов и 81 житель.
Земская реформа 1890-х годов в Евпаторийском уезде прошла позже, чем в остальных уездах; в результате деревню Джага-Кульчук приписали к Кунанской волости. По «…Памятной книжке Таврической губернии на 1900 год», в деревне Кульчук-Джага числились 94 жителя в 17 дворах. По Статистическому справочнику Таврической губернии. Ч.II-я. Статистический очерк, выпуск пятый Евпаторийский уезд, 1915 год, в деревне Кульчук-Джага Кунанской волости Евпаторийского уезда числилось 17 дворов (все дворы безземельные) с русским населением в количестве 129 человек приписных жителей и 9 — «посторонних», из которых 64 мужчины и 74 женщины. Жители землёй не владели, в хозяйствах имелось 60 лошадей, 62 вола, 10 коров и 160 голов мелкого скота. На хуторе Аккульчук Верхний (предположительно находился рядом) числилось 2 двора с русским населением без приписных жителей, но с 10 — «посторонними».
После установления в Крыму Советской власти, по постановлению Крымревкома от 8 января 1921 года № 206 «Об изменении административных границ» была упразднена волостная система и образован Евпаторийский уезд, в котором создан Ак-Мечетский район и село вошло в его состав, а в 1922 году уезды получили название округов. 11 октября 1923 года, согласно постановлению ВЦИК, в административное деление Крымской АССР были внесены изменения, в результате которых округа были отменены, Ак-Мечетский район упразднён и село вошло в состав Евпаторийского района. Согласно Списку населённых пунктов Крымской АССР по Всесоюзной переписи 17 декабря 1926 года, в селе Кульчук, Кунанского сельсовета (в котором село состоит всю дальнейшую историю) Евпаторийского района, числилось 36 дворов, из них 35 крестьянских, население составляло 170 человек, из них 154 украинца и 16 русских. Согласно постановлению КрымЦИКа от 30 октября 1930 года «О реорганизации сети районов Крымской АССР», был восстановлен Ак-Мечетский район (по другим данным, это произошло 15 сентября 1931 года), и село вновь включили в его состав. На первой карте Генштаба 1938 года село также обозначено как Кульчук, на двухкилометровке РККА 1942 года — Джага-Кульчук, с вариантом Кульчук.
С 25 июня 1946 года Окунёвка в составе Крымской области РСФСР. Указом Президиума Верховного Совета РСФСР от 18 мая 1948 года Джага-Кульчук и Кульчук объединили и переименовали в Лазурное. 26 апреля 1954 года Крымская область была передана из состава РСФСР в состав УССР. С начала 1950-х годов, в ходе второй волны переселения (в свете постановления № ГОКО-6372с «О переселении колхозников в районы Крыма»), в Черноморский район приезжали переселенцы из различных областей Украины. Ликвидировано в период между 1968 годом, когда село ещё числилось в составе упразднённого впоследствии Красносельского сельсовета и 1977 годом, когда Лазурное уже числилось в списке упразднённых сёл.